# Phacopsis cephalodioides
Phacopsis cephalodioides är en lavart som först beskrevs av William Nylander och de fick sitt nu gällande namn av Dagmar Triebel och Gerhard Rambold. 
Phacopsis cephalodioides ingår i släktet Phacopsis och familjen Parmeliaceae. Arten är reproducerande i Sverige.